# Willie Mack
Willie McClinton Jr.  (San Luis, Misuri; 5 de enero de 1987) es un luchador profesional estadounidense es conocido por su nombre de Willie Mack. Es también conocido por su trabajo con Lucha Underground, California-based promotion, Pro Wrestling Guerrilla y Championship Wrestling from Hollywood. Fue Campeón de la División X de Impact.

## Carrera

### Circuito independiente (2006–presente)
Mack comenzó su entrenamiento de lucha mientras aún estaba en la escuela secundaria, pero lo suspendió hasta que se graduó. Luego asistió a la Escuela de Capacitación WPW de Martin Marin en Anaheim, California, y luchó en sus eventos semanales en el Mercado Anaheim. Sabiendo que necesitaba más entrenamiento, Mack se trasladó a la Escuela AWS en Industria de Bart Kapitzke , California, y comenzó a luchar por el Show de Lucha Alternativa aprobado por la National Wrestling Alliance (NWA).
En AWS, fue notado por los productores de NWA y fue invitado a aparecer en las grabaciones de NWA Wrestling Showcase , donde tuvo la oportunidad de enfrentarse a luchadores como Adam Pearce, Brent Albright, Joey Ryan, Chris Escobar y más. Mack también luchó en las grabaciones como parte de un equipo con su mejor amigo y compañero graduado de WPW Jerome Robinson.
Mack comenzó a luchar por otro grupo autorizado por la NWA, Mach One Wrestling, que organiza eventos semanales en el American Sports Center al otro lado de la calle desde donde WPW había corrido anteriormente. Mack fue instantáneamente uno de los luchadores más populares del grupo. El 5 de febrero de 2010 
después de derrotar a Scorpio Sky en un número uno de los contendientes para el Campeonato M1W, Mack entró en una lucha de eliminación a tres bandas más tarde esa misma noche, convirtiéndolo en un juego de cuatro vías. Después de que Joey Ryan y James Morgan fueron eliminados, Mack derrotó al campeón reinante, Bobby Marshall para reclamar el título.
El 5 de marzo de 2011, Mack perdió el Campeonato M1W ante Morgan en un partido a cuatro bandas que también involucró a Nick Madrid y Andrew Hellman. El 2 de noviembre de 2013, Mack participó en un torneo para coronar al primer Campeón de Estados Unidos de Lucha Libre MexPro. Derrotó a Jacob Diez y SoCal Crazy en las semifinales, pero perdió ante CJ Kruz en la final. El 3 de noviembre de 2013, Mack fue derrotado por Samoa Joe en Championship Wrestling de Open Door de Hollywood , en un partido de ensueño. El 14 de noviembre de 2013, Mack fue derrotado por el campeón de lucha libre CWFH Santino Bros. Robby Phoenix. El 15 de junio de 2014, Mack ganó el Championship Wrestling de Hollywood Red Carpet Rumble en un partido que incluyó a Matt Striker, X-Pac., Jake "The Shake" Roberts y Joey Ryan .

### Pro Wrestling Guerrilla (2010–2014)
Mack debutó para la compañía del sur de Pro Wrestling Guerrilla el 11 de diciembre de 2010, ganando su primera lucha. Se ha reconocido en los comentarios de DVD que asistió a los shows de PWG como fanático antes de entrenarse para ser un luchador. El 4 de marzo de 2011, Mack participó en el Torneo por el Título del Equipo Dinámico Duumvirate Tag 2011 , emparejándose con Brandon Gatson en una derrota ante The Young Bucks (Matt y Nick Jackson), los eventuales ganadores, en la Ronda Inaugural. El 27 de mayo, Mack obtuvo una victoria sustancial al derrotar a Kevin Steen. Luego comenzó una racha de nombres principales de lucha libre en la escena independiente. Derrotó a Chris Hero en la primera ronda de la Batalla de Los Ángeles 2011 antes de perder ante El Genérico, el eventual ganador, en la Ronda Semifinal. El 10 de diciembre, Mack venció a Chris Hero por segunda vez en lo que terminó siendo la lucha de salida de PWG de Hero. Continuó su racha al vencer a Naruki Doi el 29 de enero y Roderick Strong el 17 de marzo de 2012.
Mack participó en el Torneo por el Título del Equipo de Etiqueta del Duumvirato Dinámico 2012, formando equipo con El Genérico como 2 Husky Black Guys. El dúo venció a Roderick Strong y al debutante Sami Callihan en la Apertura y los Monstruos de RockNES (Johnny Goodtime y Johnny Yuma) en las Rondas de semifinales, antes de sucumbir a los Super Smash Bros. (Jugador Uno y Stupefied) en la final. El 25 de mayo, Mack se enfrentó y venció al debutante Michael Elgin. El 21 de julio en Threemendous III, el evento de aniversario de nueve años de PWG, Mack recibió una oportunidad por el Campeonato Mundial de PWG, pero fue derrotado por el campeón defensor Kevin Steen. La luchavio una interferencia por Brian Cage., que lanzó una pelea entre Cage y Mack. La batalla de Los Ángeles de 2012 , que tuvo lugar en septiembre, vio a Mack perder contra Sami Callihan en Night One. El mes siguiente, en No comunicarse , Mack perdió en su primer encuentro contra Brian Cage. En Mystery Vortex el 1 de diciembre, se enfrentó a Cage una vez más, esta vez en ununa lucha que también involucra a B-Boy y T.J. Perkins, con Mack emergiendo victorioso. Mack luchó en su lucha de despedida de PWG el 31 de agosto de 2014.

### WWE signing (2014)
En septiembre de 2014, se informó que McClinton había pasado las pruebas médicas de la WWE y que estaría reportando al territorio de desarrollo de la WWE , NXT, en Orlando, Florida. Él había firmado para la promoción durante unos meses en este momento. Sin embargo, solo un mes después, el 13 de octubre de 2014, McClinton declaró que había salido de la WWE antes de llegar a Orlando. Unos años más tarde, McClinton dijo que la WWE lo despidió porque una prueba médica encontró algo malo con su presión arterial y la rodilla; sin embargo, sospecha que fue despedido porque la WWE contrató a otro luchador afroamericano al mismo tiempo que tenía un cuerpo mejor que él.

### Lucha Underground (2015–2018)
En febrero de 2015, se anunció que Mack trabajaba en las grabaciones de televisión de Lucha Underground. Luchó bajo el nombre de The Mack, el primo de Big Ryck. El 8 de febrero de 2015, junto con Killshot y Big Ryck participaron en un torneo para el Campeonato de los Tríos de LU, pero fueron derrotados en las semifinales por los ganadores eventuales Angélico, Son of Havoc and Ivelisse. Mack fue puesto en una pelea con Cage, quien atacó a Mack detrás del escenario para ser parte de un equipo de tríos con Big Ryck y Daivari. Su enemistad culminó en una cuenta de caídas en cualquier lugar que vio a Mack perder a Cage. En el primer set de grabaciones para la temporada 2 de Lucha Underground Mack derrotó al debutante PJ Black usando el aturdidor. Mack no tuvo éxito en ganar el Campeonato de Lucha Underground contra Johnny Mundo en una lucha de Falls Count Anywhere. Mack se uniría a Dante Fox y Killshot cuando derrotaron a Snake Tribe (Drago, Pindar y Víbora) para ganar el Campeonato de Lucha Underground Trios.

### Impact Wrestling (2018-2022)
En el episodio del 11 de octubre de 2018 del programa Impact Wrestling, Rich Swann anunció que Willie sería su compañero favorito para su lucha en Bound for Glory (2018) donde el nuevo dúo se enfrentaría a Matt Sydal y Ethan Page . El equipo siguió siendo victorioso en Bound for Glory. Poco después, Mack comenzó a aparecer regularmente en la programación de Impact, incluido una lucha con Swann en un esfuerzo perdido contra el Pentagón Jr. y Fénix.
El 21 de abril de 2020, Willie Mack se enfrenta ante Ace Austin por el título de la División X en el programa especial de Impact Wrestling, Rebellion PART 1, donde Mack logra obtener su primer título dentro de la empresa.
El 6 de mayo fue liberado el contrato de Impact Wrestling.

### National Wrestling Alliance (2018–2019)
Mack comenzó a luchar por la renacida promoción de la National Wrestling Alliance (NWA) bajo Billy Corgan. Había regresado a la lucha libre para Championship Wrestling From Hollywood , con la que la NWA ha tenido una relación de trabajo desde febrero de 2018. Mack fue nombrado como el primer rival para el Campeón Mundial Peso Pesado de la NWA Cody Rhodes. Su lucha se llevó a cabo en el evento Death Before Dishonor XVI del Ring of Honor (ROH) el 28 de septiembre de 2018, donde fue derrotado por Cody. En la exhibición del 70 aniversario de la NWA el 21 de octubre de 2018, Mack derrotó a Sam Shaw para ganar el vacante Campeonato Nacional de Peso Pesado de la NWA. Tanto Mack como Shaw habían ganado la lucha separados de eliminación de cuatro vías anteriormente en la tarjeta para calificar para la oportunidad de ganar este título.

## Campeonatos y logros
- Alternative Wrestling Show

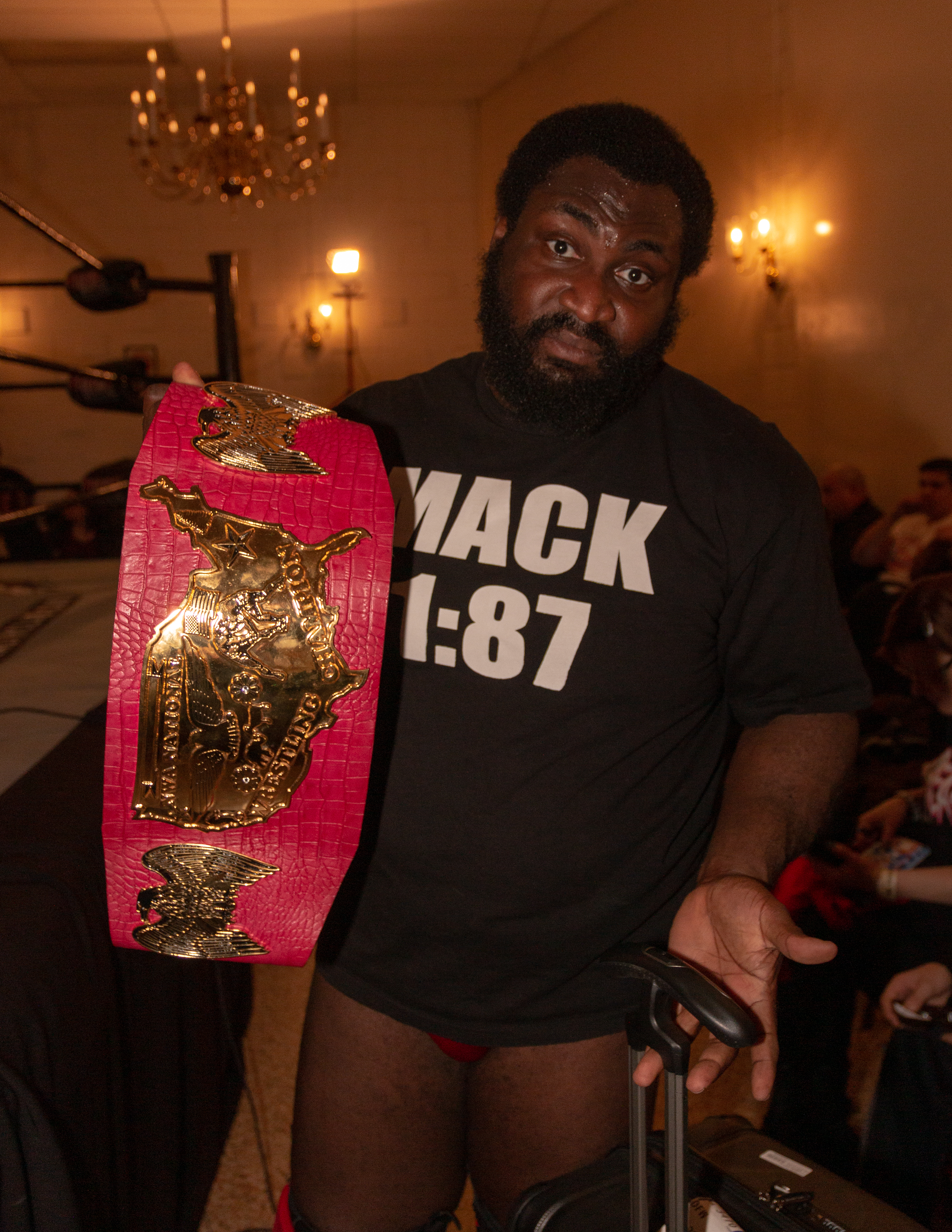
Mack con el título national de la NWA en marzo de 2019

  - AWS Heavyweight Championship (1 vez)[7]

- Championship Wrestling from Hollywood
  - CWFH Heritage Heavyweight Championship (1 vez)
  - CWFH International Television Championship (1 vez)
  - Red Carpet Rumble (2014)[5]

- The Crash
  - Campeonato de Peso Completo de The Crash (1 vez)[8]

- Elite Xtreme Wrestling
  - EXW Elite Division Championship (1 vez)

- House of Hardcore
  - HOH Twitch Television Championship (1 vez, actual, inaugural)[9]
  - HOH Twitch TV Title Tournament (2018)[10]

- Impact Wrestling
  - Impact X Division Championship (1 vez)
  - IMPACT Year End Awards (1 vez)
    - One to Watch in 2020	(2019)

- Insane Wrestling League
  - IWL Anarchy Championship (1 vez)[11]

- Lucha Underground
  - Lucha Underground Trios Championship (2 veces) – con Dante Fox y Killshot (1) y Killshot y Son of Havoc (1)[12]

- Mach One Wrestling
  - M1W Heavyweight Championship (1 vez)

- National Wrestling Alliance
  - NWA National Championship (1 vez)[13]

- Pro Wrestling Illustrated
  - PWI lo clasificó como el #179 de los 500 mejores luchadores de individuales en el PWI 500 en 2018[14]

- Rival Pro Wrestling
  - RPW Undisputed Championship (1 vez, actual)[15]

- SoCal Uncensored
  - Southern California Wrestler of the Year (2010)[16]

- World Power Wrestling
  - WPW Heavyweight Championship (1 vez)